# Clan Adachi
 (février 2023).
Si vous disposez d'ouvrages ou d'articles de référence ou si vous connaissez des sites web de qualité traitant du thème abordé ici, merci de compléter l'article en donnant les références utiles à sa vérifiabilité et en les liant à la section « Notes et références ».
Le clan Adachi (安達氏, Adachi-shi) est une famille de samouraïs japonaise qui descend de Fujiwara no Yamakage, un membre du clan Fujiwara. L'importance historique de la famille est seulement due à son succès lors de la guerre de Gempei et à son affiliation avec le clan Hōjō.

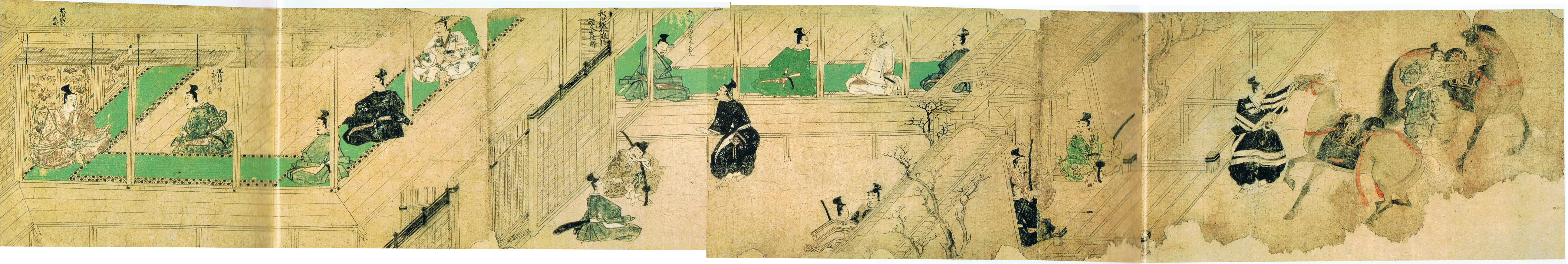
Extrait des Rouleaux illustrés des invasions mongoles montrant la résidence du clan Adachi à Amanawa.

Les membres importants du clan sont :
- Adachi Kagemori
- Adachi Morinaga

## Histoire

### Fin de la période Heian
Leur ancêtre, Tokuro Morinaga, a été un disciple de Minamoto no Yoritomo, qui a été vaincu lors de la guerre de Heiji en 1160 et a été exilé dans la province d'Izu. Selon Uona Koson, le père de Morinaga était Saburo Kanehiro Onoda, mais selon le livre corrigé de la famille Hayashi appartenant à la famille Maeda, qui est à la base de l'histoire nationale récemment révisée et élargie, c'était Saburo Onoda Kanemori. Selon Koson Uona dans "Sonpi Bunmyaku", Morinaga se faisait appeler Rokuro Adachi et Tokuro Onoda. La lignée familiale avant Morinaga diffère selon la généalogie et n'est pas claire, mais son frère aîné était Fujiwara no Tokane et le fils de son frère aîné était Tomoto Adachi. Morinaga avait des liens étroits avec des personnalités de Kyoto telles que Fujiwara no Kunimichi et le membre de la famille Taira Chikuzen Furashin, et se disait descendant du clan Fujiwara. Il y a une description dans "Genpei Togyoroku" déclarant qu'il était un descendant de Fujiwara no Koretada.

### Début de la période Kamakura
C'est depuis les dernières années de Moricho qu'a été utilisé le nom de famille d'Adachi. Selon "Yoshimi Keizu", celle-ci est originaire du comté d'Adachi, province de Musashi, qui était lié au clan Hiki. De plus, on pense également qu'après la bataille d'Oshu, le comté d'Adachi dans la province de Mutsu (préfecture de Fukushima) était supposé être le honkan, mais ce n'est pas clair. La famille reçut un terrain à Amanawa à Kamakura et y installa un manoir, et le manoir Adachi devint un palais impérial temporaire où la famille shogun passait souvent. Le fils de Morinaga, Kagemori, a servi le troisième shogun, Minamoto no Sanetomo, et sa mère Masako Hojo en tant qu'aide de confiance. La fille de Kagemori, Zenni Matsushita, a épousé Tokiuji Hojo, l'enfant légitime du troisième régent Yasutoki Hojo, et a donné naissance au quatrième régent Tsunetoki Hojo et au cinquième régent Tokiyori Hojo. Lors de la bataille de Hoji en 1247, il rejette l'influent clan Gokenin Miura et solidifie la position du clan Adachi en tant que parent maternel du clan régent Hojo. Après Kagemori, il a hérité du poste de Josuke Akita. 'Kuro', qui était le nom commun du premier Morinaga, est devenu le nom du fils légitime du clan Adachi, et a également été appelé 'Joukuro' après le 'château' de Josuke Akita, qui est devenu un membre de la famille.

### Période Kamakura moyenne à tardive
Yasumori, le quatrième chef de famille, avait l'héritier de Tokiyori, Tokimune Hojo, épouser sa sœur aînée (Kakuzanni) en tant que fille adoptive. Kakuzanni a donné naissance au neuvième régent Sadatoki Hojo. En tant que beau-père de Tokimune et grand-père maternel de Sadatoki, Yasumori est devenu l'un des gokenin les plus influents autre que le clan Hojo. Pendant l'invasion mongole, il a agi comme juge d'appel et juge de récompense. Dans "Mokora Shorai Ekotoba", la scène où Suenaga TAKEZAKI, un vassal de la province de Higo, écoute un appel pour une récompense, représente la résidence Adachi à Amanawa, Kamakura. On dit qu'il a dirigé la réforme du shogunat appelée Koan Tokusei après la mort de Tokimune. En 1285, à cause des calomnies de Yoritsuna, il est tué sur ordre de Sadatoki, qui devient le régent, et de nombreux membres de sa famille sont tués (émeute de Shimotsuki).
Après que Taira no Yoritsuna ait été tué dans la guerre Heizenmon par Sadatoki, Tokiaki Adachi, qui était le petit-fils du frère cadet de Yasumori, Akimori, a été nommé Akita Jonosuke, et la fille de Yasumune Adachi (Kakukai Ensei) s'est mariée à Sadatoki. Takatoki Hojo, le régent représentant, et a de nouveau été impliqué dans le gouvernement du shogunat en tant que parent maternel de la famille Tokuso de Hojo avec Enki Nagasaki. Lorsque le shogunat a été renversé, Tokiaki s'est suicidé au temple Tosho-ji avec le clan Hojo. Le fils de Tokiaki, Takakage, s'enfuit vers le nord et commença une rébellion avec les restes du clan Hojo.
Il existe un rapport selon lequel « Jokuro Naomori » s'est emparé de Kofunatsu-ri, dans la province d'Owari, le territoire du sanctuaire d'Atsuta-jingu en 1340, et Jokuro Naomori a assisté au service commémoratif Tenryu-ji de Takauji et Tadayoshi Ashikaga. A en juger par son nom, il est considéré comme un survivant du clan Adachi.